# Cor artificial

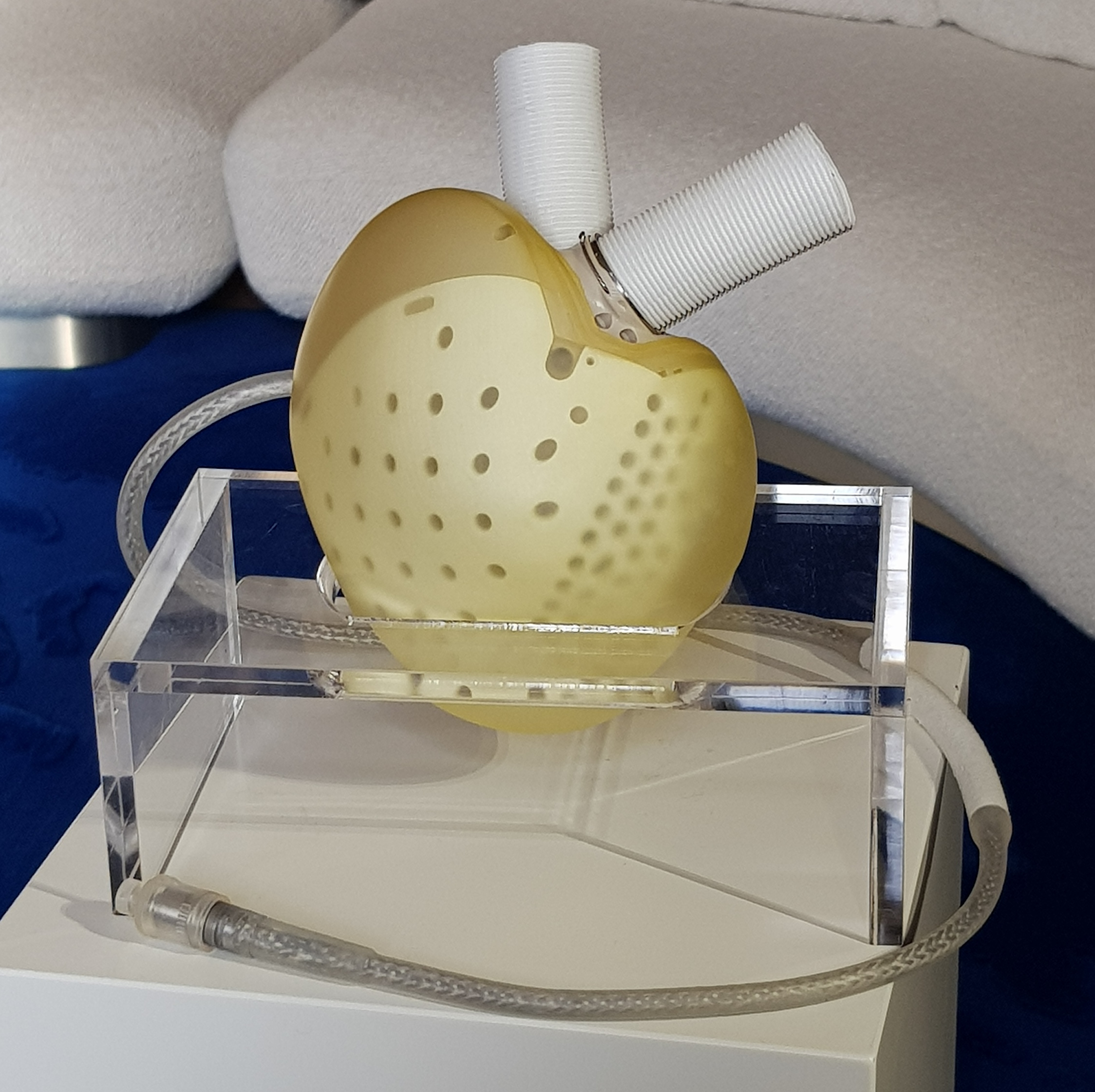
Cor artificial exposat en un museu.

Un cor artificial és un dispositiu protèsic que s'implanta en el cos per a substituir al cor biològic. És distint d'una màquina de bypass cardiopulmonar (CPB), que és un dispositiu extern usat per a executar les funcions del cor i dels pulmons. El CPB oxigena la sang, de manera que no necessita estar connectat als dos circuits sanguinis. A més, un CPB pot utilitzar-se només durant unes hores, mentre que el cor artificial ha arribat a durar més de 20 mesos.

## Orígens
Un reemplaçament sintètic per al cor segueix sent des de fa molt temps un dels sants greals de la medicina moderna. L'avantatge obvi d'un cor artificial seria reduir la necessitat de trasplantaments de cor, ja que la demanda de donacions de cor (igual que per a la resta d'òrgans) excedeix àmpliament al nombre de donacions. Encara que el cor és intrínsecament simple (bàsicament és un múscul que funciona com una bomba), inclou subtileses que compliquen l'emulació directa amb materials sintètics i alimentació elèctrica. Les conseqüències són rebuig al trasplantament i ús de piles externes que limiten la mobilitat del pacient. Aquestes complicacions van limitar l'esperança de vida dels primers receptors humans a unes poques hores o dies.